# 合隆水库
合隆水库是中国辽宁省丹东市东港市境内的一座水库，位于龙态河上，建于1948年。水库正常库容为590万立方米，集雨面积为38平方千米，海拔为20.8米。